# Smidtia harai
Smidtia harai är en tvåvingeart som beskrevs av Hiroshi Shima 1996. Smidtia harai ingår i släktet Smidtia och familjen parasitflugor. Inga underarter finns listade i Catalogue of Life.